# Bélkaroly

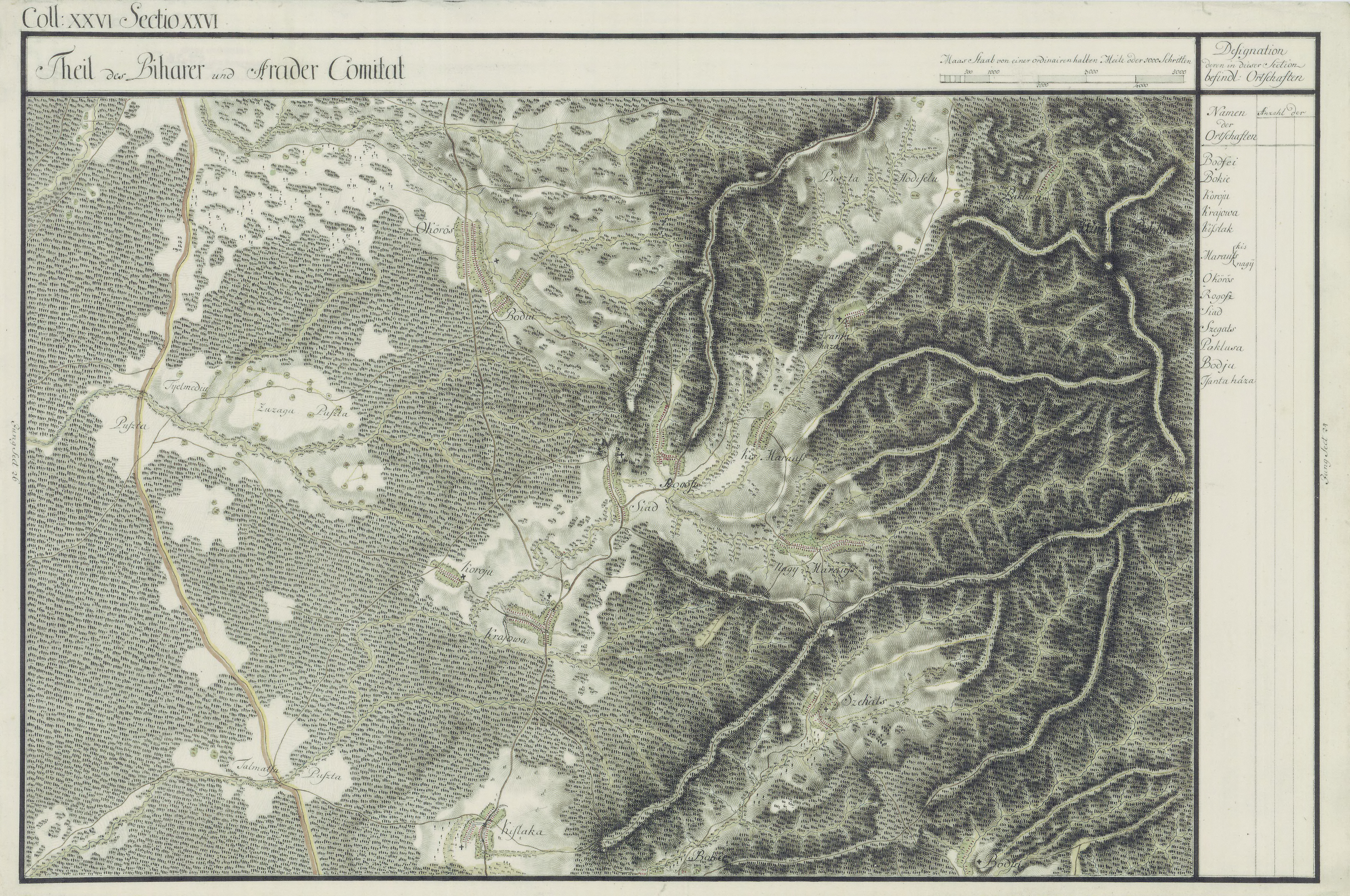
Bélkaroly egy régi térképen

Bélkaroly (Coroi), település Romániában, a Partiumban, Arad megyében.

## Fekvése
A Béli-hegység alatt, Béltől északnyugatra, a Sajtos patak jobb partján, Csermő, Bélkirálymező és Sajád közt fekvő település.

## Története
Karoly nevét  1808-ban említette először oklevél Koroj néven.
1910-ben 426 lakosából 9 magyar, 404 román volt. Ebből 416 görögkeleti ortodox, 9 izraelita volt.
A trianoni békeszerződés előtt Bihar vármegye Béli járásához tartozott.
Az ivóvíz-hálózat 2008 körül készült el.